# Торнтон (Арканзас)
Торнтон (англ. Thornton) — місто (англ. city) в США, в окрузі Калгун штату Арканзас. Населення — 339 осіб (2020).

## Географія
Торнтон розташований на висоті 97 метрів над рівнем моря за координатами 33°46′30″ пн. ш. 92°29′16″ зх. д. / 33.77500° пн. ш. 92.48778° зх. д. (33.774876, -92.487651).  За даними Бюро перепису населення США в 2010 році місто мало площу 4,99 км², з яких 4,95 км² — суходіл та 0,04 км² — водойми.

## Демографія
Згідно з переписом 2010 року, у місті мешкало 407 осіб у 168 домогосподарствах у складі 117 родин. Густота населення становила 81 особа/км².  Було 216 помешкань (43/км²). 
Расовий склад населення:
| - 65,1 % — білих - 31,0 % — чорних або афроамериканців - 0,2 % — корінних американців - 0,2 % — азіатів - 2,2 % — осіб інших рас |

До двох чи більше рас належало 1,2 %. Іспаномовні складали 2,7 % від усіх жителів.
За віковим діапазоном населення розподілялося таким чином: 21,6 % — особи молодші 18 років, 62,9 % — особи у віці 18—64 років, 15,5 % — особи у віці 65 років та старші. Медіана віку мешканця становила 43,3 року. На 100 осіб жіночої статі у місті припадало 92,9 чоловіків;  на 100 жінок у віці від 18 років та старших — 88,8 чоловіків також старших 18 років.
Середній дохід на одне домашнє господарство  становив 46 394 долари США (медіана — 39 875), а середній дохід на одну сім'ю — 48 852 долари (медіана — 46 250). Медіана доходів становила 28 920 доларів для чоловіків та 23 203 долари для жінок. За межею бідності перебувало 25,3 % осіб, у тому числі 44,9 % дітей у віці до 18 років та 21,0 % осіб у віці 65 років та старших.
Цивільне працевлаштоване населення становило 254 особи. Основні галузі зайнятості: освіта, охорона здоров'я та соціальна допомога — 35,4 %, роздрібна торгівля — 17,3 %, виробництво — 16,5 %.
За даними перепису населення 2000 року в Торнтоні проживало 517 осіб, 142 родини, налічувалося 206 домашніх господарств і 242 житлових будинки. Середня густота населення становила близько 103 осіб на один квадратний кілометр. Расовий склад Торнтона за даними перепису розподілився таким чином: 56,48 % білих, 41,78 % — чорних або афроамериканців, 0,19 % — корінних американців, 1,55 % — представників змішаних рас.
Іспаномовні склали 0,97 % від усіх жителів міста.
З 206 домашніх господарств в 32,5 % — виховували дітей віком до 18 років, 51,9 % представляли собою подружні пари, які спільно проживали, в 13,1 % сімей жінки проживали без чоловіків, 30,6 % не мали сімей. 25,2 % від загального числа сімей на момент перепису жили самостійно, при цьому 14,1 % склали самотні літні люди у віці 65 років та старше. Середній розмір домашнього господарства склав 2,51 особи, а середній розмір родини — 2,98 особи.
Населення міста за віковим діапазоном за даними перепису 2000 року розподілилося таким чином: 25,5 % — жителі молодше 18 років, 7,2 % — між 18 і 24 роками, 32,1 % — від 25 до 44 років, 22,1 % — від 45 до 64 років і 13,2 % — у віці 65 років та старше. Середній вік мешканця склав 37 років. На кожні 100 жінок в Торнтоні припадало 86,0 чоловіків, у віці від 18 років та старше — 75,8 чоловіків також старше 18 років.
Середній дохід на одне домашнє господарство в місті склав 24 375 доларів США, а середній дохід на одну сім'ю — 31 125 доларів. При цьому чоловіки мали середній дохід в 33 472 долара США на рік проти 16 071 долар середньорічного доходу у жінок. Дохід на душу населення в місті склав 14 323 долари на рік. 26,6 % від усього числа сімей в окрузі і 33,9 % від усієї чисельності населення перебувало на момент перепису населення за межею бідності, при цьому 45,1 % з них були молодші 18 років і 32,8 % — у віці 65 років та старше.